# Madhav Kumar Nepal

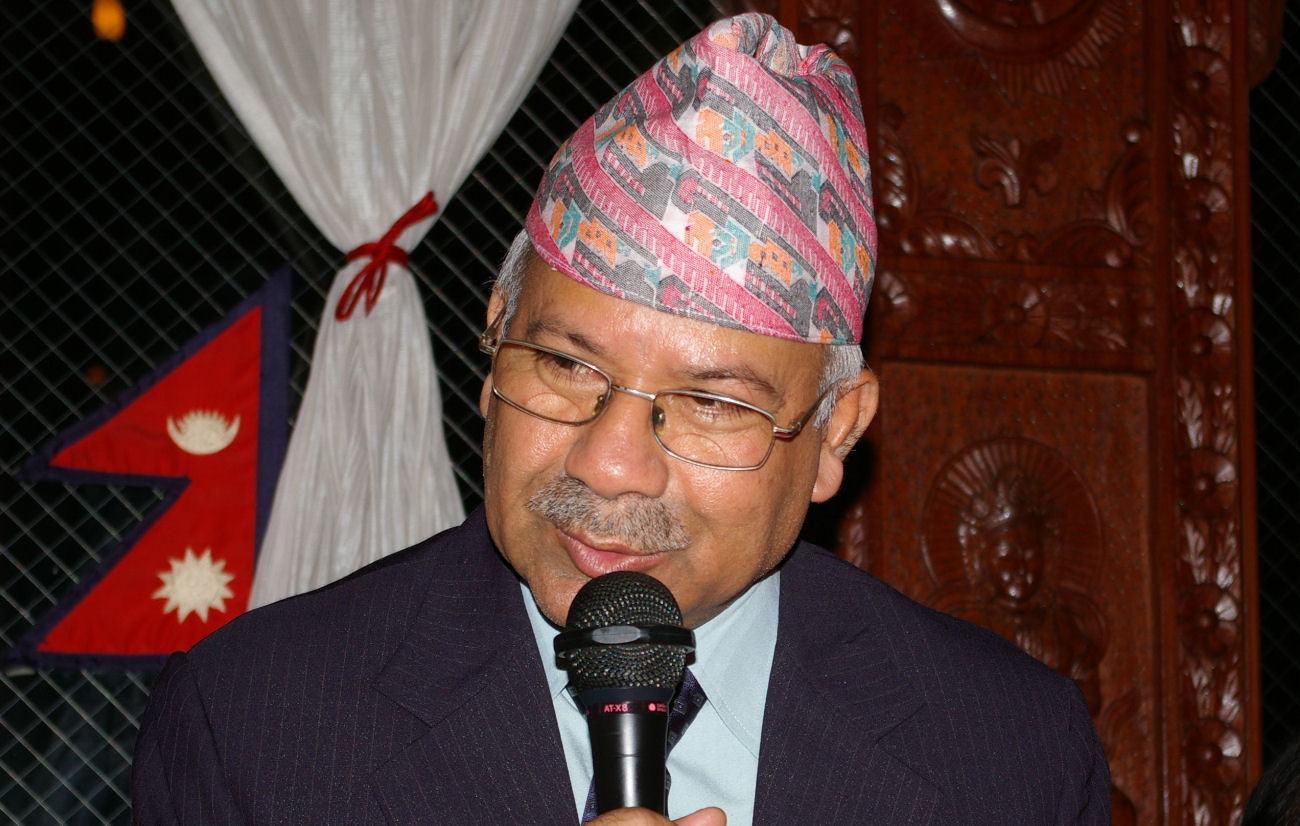
Madhav Kumar Nepal.

Madhav Kumar Nepal (Nepalí: माधवकुमार नेपाल, 12 de marzo de 1953) es un político nepalí, que ocupó el cargo de primer ministro de Nepal desde el 25 de mayo de 2009 hasta el 3 de febrero de 2011. Anteriormente fue Secretario General del Partido Comunista de Nepal (Marxista-Leninista Unificado) durante 16 años.
Accedió al gobierno tras la caída del presidido por Prachanda, que dimitió por la controversia con el Presidente Ram Baran Yadav al intentar destituir al jefe del ejército. El partido de Prachanda, Partido Comunista de Nepal (Maoísta), pasó a la oposición y el resto de partidos se aliaron para elegir a Kumar Nepal. Aunque los maoístas eran mayoría en el parlamento, pudo ser elegido por el boicoteo de éstos a la votación.